# Lavendelhuvad tangara
Lavendelhuvad tangara (Stilpnia nigrocincta) är en fågel i familjen tangaror inom ordningen tättingar. Den förekommer i Sydamerika. Arten minskar i antal men beståndet anses vara livskraftigt.

## Utseende
Lavendelhuvad tangara är en vacker fågel, med ljusblått huvud som kontrasterar tydligt med svart bröst och svart rygg. Vit buk och blå fläck på skuldran skiljer den från liknande blåhuvad tangara.

## Utbredning och systematik
Fågeln förekommer från sydöstra Colombia till södra Venezuela, Guyana, norra Bolivia och västra Brasilien. Den behandlas som monotypisk, det vill säga att den inte delas in i några underarter.

### Släktestillhörighet
Traditionellt placeras arten i släktet Tangara. Genetiska studier visar dock att släktet är polyfyletiskt, där en del av arterna står närmare släktet Thraupis. Dessa resultat har implementerats på olika sätt av de internationella taxonomiska auktoriteterna, där vissa expanderar Tangara till att även inkludera Thraupis, medan andra, som tongivande Clements et al., delar upp Tangara i mindre släkten. I det senare fallet lyfts lavendelhuvad tangara med släktingar ut till släktet Stilpnia, och denna linje följs här.

## Levnadssätt
Lavendelhuvad tangara hittas i regnskog i låglänta områden och förberg. Den ses i öppna områden med spridda träd och i skogsbryn, vanligen ej inne i skog. Fågeln slår vanligen inte följe med kringvandrande artblandade flockar, men kan samlas med andra arter vid fruktbärande träd.

## Status och hot
Arten har ett stort utbredningsområde, men tros minska i antal, dock inte tillräckligt kraftigt för att den ska betraktas som hotad. Internationella naturvårdsunionen IUCN listar arten som livskraftig (LC).

## Taxonomi och namn
Lavendelhuvad tangara beskrevs som art 1838 av Charles Lucien Bonaparte, under namnet Aglaia nigro-cincta. Den har på svenska även kallats masktangara.